# Hemiargus hanno
Espèce
Hemiargus hanno est une espèce néotropicale de lépidoptères (papillons) de la famille des Lycaenidae et de la sous-famille des Polyommatinae.

## Noms vernaculaires
Hemiargus hanno est appelée Hanno Blue en anglais.
En français, la sous-espèce antillaise Hemiargus hanno watsoni est appelée l'Azuré de l'indigo.

## Description
L'imago d'Hemiargus hanno est un petit papillon d'une envergure de 14 à 23 mm, aux antennes annelées de blanc et de noir,.
Chez le mâle, le dessus est de couleur bleu violet, bordé de gris sur les bords externes, avec une taches foncées touchant cette bordure à l'aile postérieure. La femelle est brune avec des écailles bleu violet brillant à la base des ailes.
Le revers est gris beige orné de lignes de traits marron cernés de blanc et d'une bande marginale de taches claires cernées et centrées de marron avec, à l'aile postérieure, un ocelle noir en e3 et 3 taches noires cernées de blanc dont 2 le long du bord costal.

## Biologie
Les plantes hôtes de sa chenille sont des fabacées, dont l'indigo.

## Distribution et biotopes
Hemiargus hanno est présent en Amérique du Sud, notamment en Colombie, en Équateur, au Suriname, en Guyane et au Brésil. L'espèce est aussi présente dans plusieurs îles des Antilles, par exemple à Cuba, en Martinique et en Guadeloupe (sauf à Petite-Terre),,, mais sur certaines îles il pourrait s'agir de l'espèce voisine Hemiargus ceraunus.
L'espèce réside le long des routes et en lisière de forêt, dans tous les terrains découverts.

## Systématique
L'espèce aujourd'hui appelée Hemiargus hanno a été décrite par l'entomologiste néerlandais Caspar Stoll en 1790 sous le nom initial de Papilio hanno. Elle a ensuite été placée dans le genre Hemiargus Hübner, 1818.

### Sous-espèces
Hemiargus hanno a plusieurs sous-espèces géographiques, sont la liste exacte varie en fonction des sources :
- Hemiargus hanno hanno (Stoll, [1790]) — Amérique du Sud, notamment au Suriname[7],[5].
- Hemiargus hanno bogotana Draudt, 1921 — Colombie, Panama[7],[5].
- Hemiargus hanno filenus (Poey, 1932) — Cuba[5], îles Caïmans, Grand Turk, Great Inagua[8] – parfois considérée comme une sous-espèce d'Hemiargus ceraunus[8].
- Hemiargus hanno watsoni W. Comstock & Huntington, 1943 — Mona, Porto Rico, Petites Antilles jusqu'à la Grenade[7] — parfois considérée comme un synonyme d'Hemiargus ceraunus[9].

## Protection
L'espèce n'a pas de statut de protection particulier[Où ?][réf. nécessaire].